# Westbüderich
Westbüderich ist eine Gemarkung und ein Ortsteil der Stadt Werl im Kreis Soest in Nordrhein-Westfalen. Bis 1964 war Westbüderich eine eigenständige Gemeinde im alten Kreis Soest.

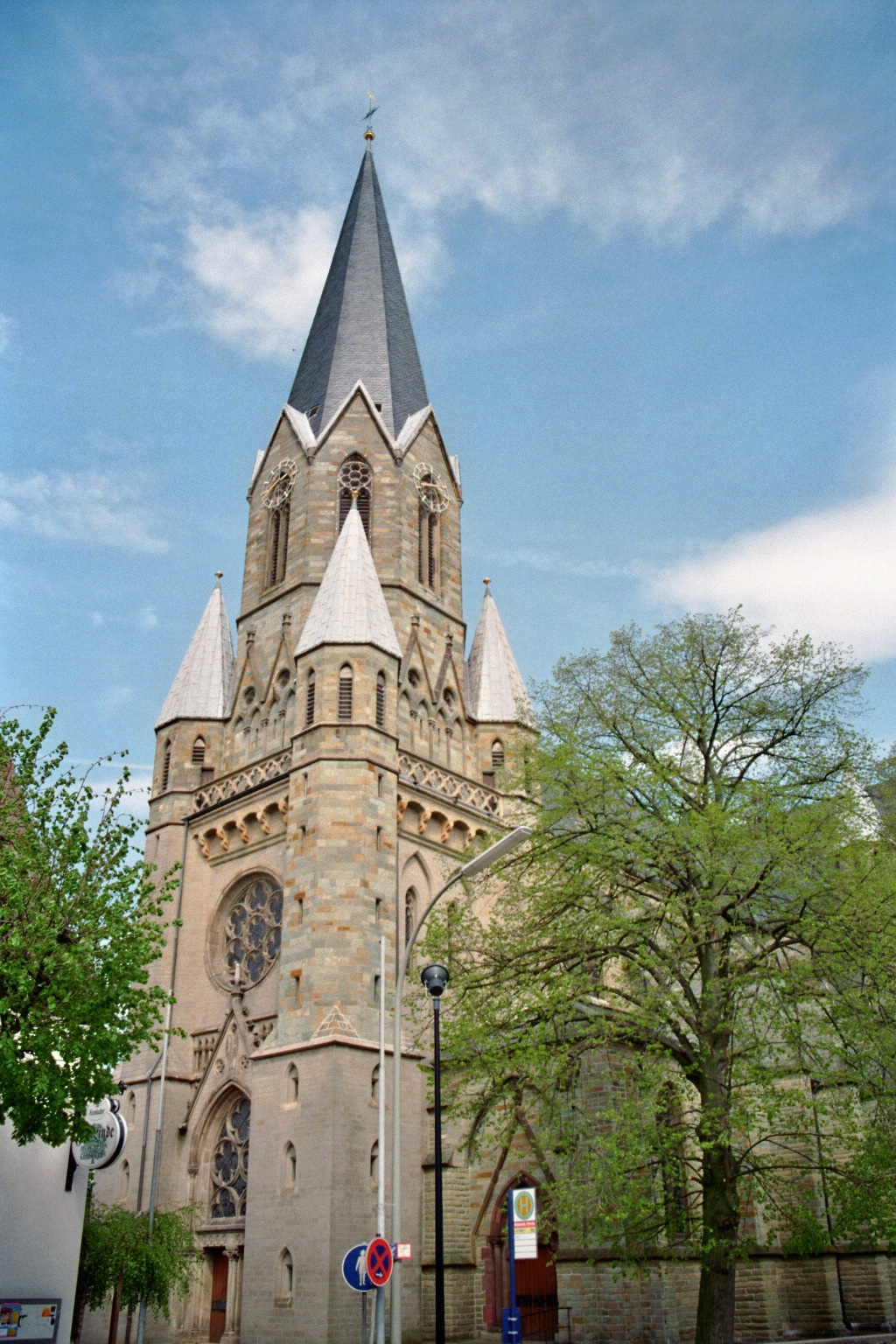
St. Kunibert in Westbüderich

## Geographie
Westbüderich bildet den westlichen Teil des Werler Stadtteils Büderich. Der Siedlungskern liegt rund um die St-Kunibert-Kirche. Westbüderich ist mit dem östlich anschließenden Ostbüderich baulich zusammengewachsen. Im Norden von Westbüderich liegt das Gewerbegebiet Büderich.

## Geschichte
Seit dem 19. Jahrhundert bildete Westbüderich eine Gemeinde im Amt Werl des Landkreises Soest im westfälischen Regierungsbezirk Arnsberg. Am 1. Januar 1964 schlossen sich Ostbüderich und Westbüderich zur neuen Gemeinde Büderich (Westf.) zusammen. Die Gemeinde Büderich wurde 1969 durch das Soest/Beckum-Gesetz Teil der Stadt Werl.

## Einwohnerentwicklung
| Jahr | Einwohner | Quelle |
| ---- | --------- | ------ |
| 1871 | 883       | [ 2 ]  |
| 1885 | 900       | [ 3 ]  |
| 1895 | 933       | [ 4 ]  |
| 1910 | 848       | [ 5 ]  |
| 1933 | 886       | [ 6 ]  |
| 1939 | 868       | [ 6 ]  |
| 1946 | 1165      | [ 7 ]  |

## Baudenkmäler
In Westbüderich stehen die St. Kunibert-Kirche, der Jüdische Friedhof, die alte Schule An der Kirche 3 a, das Haus Westrich In der Linde 1, das Vinzenzhaus Friedrichstraße 2, die Gebäude An der Kirche 1, 3 und 5, die Gebäude Büdericher Hellweg 5, In der Merge 17 sowie Krusestraße 3 und 5, das Ehrenmal in der Kunibertstraße, die Heiligenhäuschen Vitusgasse, Budberger Straße und Büdericher Hellweg sowie die Fassade des Hauses Kunibertstraße 8 unter Denkmalschutz.